# Giarre
Giarre är en ort och kommun i storstadsregionen Catania, före 2015 provinsen Catania, i regionen Sicilien i sydvästra Italien. Kommunen hade 27 546 invånare (2017).